# Reinhard Breit

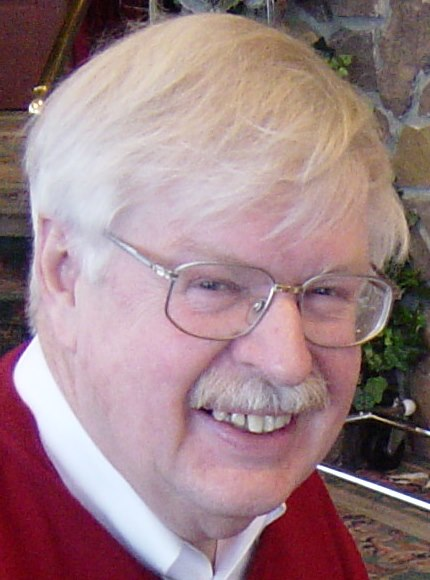
Reinhard Breit

Reinhard Breit (* 6. Juli 1936 in München; † 9. Juli 2021) war ein deutscher Dermatologe und Hochschullehrer.

## Leben
Nach dem Medizinstudium in München, Wien und Kiel wurde Breit 1963 mit einer Arbeit zum Thema Die beidseitige Hydronephrose im Kindesalter promoviert. Anschließend wandte er sich dem Fachgebiet der Dermatologie zu und durchlief an der Ludwig-Maximilians-Universität München bei Otto Braun-Falco, Theodor Nasemann und Hans-Jürgen Bandmann die Weiterbildung zum Dermatologen. 1965 bis 1967 war er bei Albert Kligman in Philadelphia an der University of Pennsylvania, USA, zu einem Forschungsaufenthalt. 1985 habilitierte er sich zum Thema Rötung und Bräunung durch UV-A: spektrales Remissionsverhalten und farbmetrische Analyse der Hautreaktionen des Menschen unter UV-Bestrahlungsanlagen.
Von 1985 bis 2001 war Reinhard Breit Chefarzt der Klinik für Dermatologie, Allergologie und Umweltmedizin im Klinikum Schwabing in München. Er war Professor an der Ludwig-Maximilians-Universität München und arbeitete über seine Pensionierung hinaus als Gutachter für Berufsdermatologie.
Breit war in der Bayerischen Landesärztekammer aktiv u. a. als Vorsitzender des Finanzausschusses und Mitglied weiterer Ausschüsse.
Reinhard Breit war ein Enkel des Theologen Thomas Breit und Cousin des Theologen Dieter Breit. Er war verheiratet und lebte in Pullach.

## Wissenschaftliches Werk
Zu seinen Forschungs- und Arbeitsschwerpunkten gehörten die Berufsdermatologie, Kontaktdermatitis, AIDS, Allergologie, die UV-Therapie sowie spezielle Dermatosen. Breit war Mitentwickler der Lichttherapie zur Behandlung der Schuppenflechte.
Er war aktives Mitglied und langjähriger Vorstand der Deutschen Dermatologischen Gesellschaft. Als Gründungsmitglied und Vorstand der Südostdeutschen Dermatologischen Gesellschaft setzte er sich früh nach der deutschen Wiedervereinigung für die Zusammenführung bislang getrennter wissenschaftlichen Fachvereinigungen ein. Er war wissenschaftlicher Beirat der Zeitschrift Der Deutsche Dermatologe und betreute lange die Rubrik DDG aktuell im jetzigen Journal der Deutschen Dermatologischen Gesellschaft.
2022 fand die Herbstsitzung der Münchner Dermatologischen Gesellschaft zu Ehren von Reinhard Breit statt.